# Чемпіонат світу з легкої атлетики в приміщенні 2018 — п'ятиборство (жінки)
Змагання з п'ятиборства серед жінок на Чемпіонаті світу з легкої атлетики в приміщенні 2018 у Бірмінгемі відбулись 2 березня в Арені Бірмінгем.

## Рекорди
На початок змагань основні рекордні результати були такими:
| WIR | Наталія Добринська Україна | 5013 очок | Стамбул Туреччина | 9 березня 2012 |
| CR  | Наталія Добринська Україна | 5013 очок | Стамбул Туреччина | 9 березня 2012 |
| WL  | Еріка Бугард США           | 4760 очок | Альбукерке США    | 16 лютого 2018 |

## Розклад
| Дата           | Час початку | Дисципліна            |
| -------------- | ----------- | --------------------- |
| 2 березня 2018 | 10:18       | 60 метрів з бар'єрами |
| 2 березня 2018 | 11:55       | Стрибки у висоту      |
| 2 березня 2018 | 13:15       | Штовхання ядра        |
| 2 березня 2018 | 18:00       | Стрибки у довжину     |
| 2 березня 2018 | 20:17       | 800 метрів            |

Вказаний місцевий час (UTC+0)

## Загальний залік
| Місце | Атлетка                  | Країна          | Очки | 60 м з/б  | Висота      | Ядро        | Довжина     | 800 м       | Примітки |
| ----- | ------------------------ | --------------- | ---- | --------- | ----------- | ----------- | ----------- | ----------- | -------- |
| 1     | Катаріна Джонсон-Томпсон | Велика Британія | 4750 | 1048 8,36 | 1119 1,91 м | 706 12,68 м | 1007 6,50 м | 870 2.16,63 | SB       |
| 2     | Івона Дадич              | Австрія         | 4700 | 1057 8,32 | 1003 1,82 м | 812 14,27 м | 975 6,40 м  | 853 2.17,82 | SB       |
| 3     | Йоргеліс Родрігес        | Куба            | 4637 | 1002 8,57 | 1080 1,88 м | 804 14,15 м | 896 6,15 м  | 855 2.17,70 | NIR      |
| 4     | Елішка Клучинова         | Чехія           | 4579 | 984 8,65  | 1003 1,82 м | 845 15,76 м | 912 6,20 м  | 835 2.19,16 |          |
| 5     | Еріка Бугард             | США             | 4571 | 1113 8,07 | 1041 1,85 м | 682 12,31 м | 905 6,18 м  | 830 2.19,51 |          |
| 6     | Ксенія Кріжан            | Угорщина        | 4559 | 1044 8,38 | 1003 1,82 м | 786 13,88 м | 877 6,09 м  | 849 2.18,12 |          |
| 7     | Аліна Шух                | Україна         | 4466 | 941 8,85  | 1003 1,82 м | 799 14,08 м | 877 6,09 м  | 846 2.18,36 |          |
| 8     | Лекабела Куарежма        | Португалія      | 4424 | 1015 8,51 | 928 1,76 м  | 802 14,12 м | 853 6,01 м  | 826 2.19,85 | SB       |
| 9     | Кенделл Вільямс          | США             | 4414 | 1111 8,08 | 928 1,76 м  | 670 12,13 м | 943 6,30 м  | 762 2.24,60 |          |
| 10    | Каролін Анью             | Швейцарія       | 4397 | 1004 8,56 | 891 1,73 м  | 856 14,92 м | 837 5,96 м  | 809 2.21,08 |          |
| 11    | Катержина Цахова         | Чехія           | 4282 | 1084 8,20 | 855 1,70 м  | 673 12,18 м | 831 5,94 м  | 839 2.18,90 |          |
| 12    | Антуанетт Нана Джиму     | Франція         | 3705 | 1064 8,29 | 855 1,70 м  | 896 15,52 м | 890 6,13 м  | 0 DNF       |          |